# فرانتیشک ولتسکی
فرانتیشک ولتسکی (انگلیسی: František Velecký؛ ۸ مارس ۱۹۳۴ – ۵ اکتبر ۲۰۰۳) بازیگر، و بازیگر تلویزیون اهل کشور اسلواکی بود.
از فیلم‌ها یا برنامه‌های تلویزیونی که وی در آن نقش داشته‌است می‌توان به مارکتا لازاروا، برادران گریم، و عشق من، الکترا اشاره کرد.